# Torre des Garroveret
La Torre des Garroveret també coneguda com a Torre del Cap de Barbaria, és una de les torres de guaita per a defensa de les costes de les illes Pitiüses de l'atac dels pirates. És la torre més meridional de l'illa de Formentera i de les Pitiüses. Controlava la navegació entre el sud i l'oest.
És a 65 metres per sobre del nivell del mar en la punta des Garroveret, a la zona del Cap de Barbaria, es troba una torre de vigilància construïda el 1763 per l'enginyer García Martínez amb el projecte del militar i enginyer mallorquí Joan Ballester i Zafra.
De forma troncocònica, la torre té nou metres d'alt i està dividida en dues plantes i una plataforma superior amb una garita des d'on les vistes són espectaculars. La porta d'entrada és al pis superior i, des d'allí, s'arriba al pis inferior i a la plataforma per unes escales adossades al mur.
Totes les torres de Formentera del segle xviii estan construïdes amb pedra calcària i morter de calç i compten amb sis nervis de blocs de marès repartits uniformement al llarg del seu perímetre.
Després de la construcció, la torre des Garroveret va ser una torre de defensa activa, ja que comptava amb un dels canons que eren a l'Església de Sant Francesc, però ja el 1824 va ser desartillada, passant a ser només una torre de guaita.
Aquest sistema de torres de defensa i vigilància va garantir la seguretat de la població i va contribuir al procés de repoblació de Formentera que haviat començat a la fi del segle xvii.